# Ingham (Norfolk)
Pour les articles homonymes, voir Ingham.
Ingham est un village et une paroisse civile du Norfolk, en Angleterre.